# Ivian Sarcos
Ivian Lunasol Sarcos Colmenares (Guanare, estado Portuguesa, Venezuela; 26 de julio de 1989) es una modelo y reina de belleza venezolana que representó al estado Amazonas en el Miss Venezuela 2010 donde resultó elegida Miss Venezuela Mundo, posteriormente representó al país en el Miss Mundo 2011 donde resultó ganadora.

## Biografía
Ivian cursa la carrera de Estudios Internacionales, en la Universidad Central de Venezuela (UCV), en Caracas. Mide 1,82 m de estatura (6'0") y sus medidas corporales son 93-64-89.
Quedó huérfana a la edad de 8 años, en 1998, con la partida temprana de sus padres, María Brígida Colmenares oriunda del estado Cojedes, de profesión ama de casa, y Juan María Sarcos quien nació en el estado Yaracuy, de profesión comerciante. Ivian fue criada por las monjas de la U.E.P "Santa María Micaela" en el estado Cojedes, razón por la cual se estaba preparando para la vida religiosa, pero se percató que su apariencia física le podía ser favorable y comenzó la carrera de modelo.
Trabajaba en una tienda del Centro Comercial Sambil, en Caracas, cuando le propusieron entrevistarse con Osmel Sousa, realiza el casting y le asignan la banda de Miss Amazonas, participando así en el Miss Venezuela 2010 donde ganó el título de Miss Venezuela Mundo 2011 y el derecho de representar a Venezuela en el Miss Mundo 2011.

## Miss Mundo 2011
Ivian como parte de sus responsabilidades como Miss Venezuela Mundo, tuvo el derecho de representar al país en el Miss Mundo 2011 que se celebró el 6 de noviembre en Londres, Inglaterra. En dicho certamen compitió con otras 112 candidatas de diferentes naciones y territorios autónomos, al final de la noche fue coronada como Miss Mundo por manos de su antecesora Alexandria Mills de Estados Unidos.
Se convirtió en la sexta mujer de Venezuela en capturar el título. En una conferencia de prensa después de su victoria, dijo: "" Esto me ha enseñado que la vida, aunque puede ser mala, no tiene que terminar mal. Aunque ya no tengo a mis padres, me ha enseñado a ser más fuerte. .... Quiero seguir haciendo el maravilloso trabajo que hace 'La belleza con un propósito' y la organización Miss Mundo y para ayudar a las personas necesitadas ... Quiero ayudar a las personas como yo".  
El 16 de noviembre de 2011, ella asistió a un almuerzo del cumpleaños del duque de Edimburgo. El entonces presidente de Venezuela, Hugo Chávez, felicitó a Sarcos, por teléfono y en Twitter. Sarcos fue entrevistada en Univision para los programas de televisión Despierta América y Don Francisco Presenta en Miami, USA. Y apareció en un especial de 7 horas en Venevisión por su regreso a Venezuela, alcanzando un 73% de la audiencia, donde además se reunió con las otras Miss Mundo venezolanas. 
Previo a dicho especial realizó una conferencia de prensa por su victoria se llevó a cabo en Caracas con varios periodistas y su vez fue la imagen de la revista Hello para el Reino Unido y en Look Caras and OK! revista en Venezuela. El 4 de enero de 2012, fue recibida por el entonces el presidente Hugo Chávez recibió a Sarcos con flores y le besó la mano después de su reunión en el Palacio de Miraflores en Caracas y expresó el apoyo de su gobierno. Sarcos tiene una fundación, llamada Belleza con Propósito, para personas necesitadas. 
El 16 de enero de 2012, Sarcos estuvo en el Festival de Hielo de la ciudad de Ordos, China. Sarcos ganó el título "Miss Grand Slam 2011" otorgado por Global Beauties.com. El 2 de marzo, viajó a Moscú, Rusia, donde coronó a Miss Mundo Rusia para el concurso Miss Mundo 2012. También viajó a Mumbai, India, donde se coronó Femina Miss India World 2012 el 30 de marzo. 
En marzo, vuelve a Ordos, China donde asistió a la segunda "Feria Internacional de Ordos Nadam". Sarcos fue uno de los invitados especiales que asistieron al MIPTV en Cannes, Francia que se celebró los días 1 y 4 de abril. Se esperaba que Sarcos viajara a las Islas Fiyi, donde fue a coronar a Miss Mundo Fiyi 2012 en un evento celebrado en Suva; sin embargo, no llegó al destino debido a la programación de viajes. 
El 28 de abril, viajó a Yakarta, Indonesia, donde coronó a Miss Mundo Indonesia para el concurso de Miss Mundo 2012. Sarcos estuvo en Irlanda  para Variety Children's Charity compartiendo con Brian Ormond. Del 19 al 28 de mayo viajó a Ghana y Kenia  por obras humanitarias, y a su vez asistió a las coronaciones de las próximas reinas nacionales de dicho países rumbo al Miss Mundo 2012, en su viaje a Kenia, donde ha apoyado un programa solidario de suministro de agua, se muestra entusiasmada: "Es -señala- mi primera vez en África. Disfruté de un safari el pasado viernes. El clima es perfecto. La gente que he conocido es muy afectuosa".
El 3 de junio de 2012, la Organización de Miss Mundo alquiló un barco especial y se unió a una de las flotillas más grandes jamás reunidas en el río Támesis como parte de la procesión del río oficial de la Reina. A bordo del barco estaban la presidenta de Miss Mundo, Julia Morley y Sarcos.
Como Miss Mundo 2011 viajó a China, Francia, Ghana, Hong Kong, India, Indonesia, Irlanda, Kenia, Rusia, Reino Unido, Estados Unidos y Venezuela. Ivian es de las reinas con el reinado más corto cumpliendo 9 meses y 11 días con el título.
El 18 de agosto de 2012, Sarcos coronó a su sucesor Yu Wenxia de China en la final de Miss Mundo 2012 en la ciudad de Ordos, en Mongolia Interior, China.

### Videos
- World 2011 - Crowning moment of Miss Venezuela - Ivian Sarcos

| Predecesor: Alexandria Mills | Miss Mundo 2011           | Sucesor: Yu Wenxia         |
| Predecesor: Adriana Vasini   | Miss Venezuela Mundo 2010 | Sucesor: Gabriella Ferrari |
| Predecesor: Jessica Guillén  | Miss Amazonas 2010        | Sucesor: Diana Wood        |

- Datos: Q284034
- Multimedia: Ivian Sarcos / Q284034